# جانیان

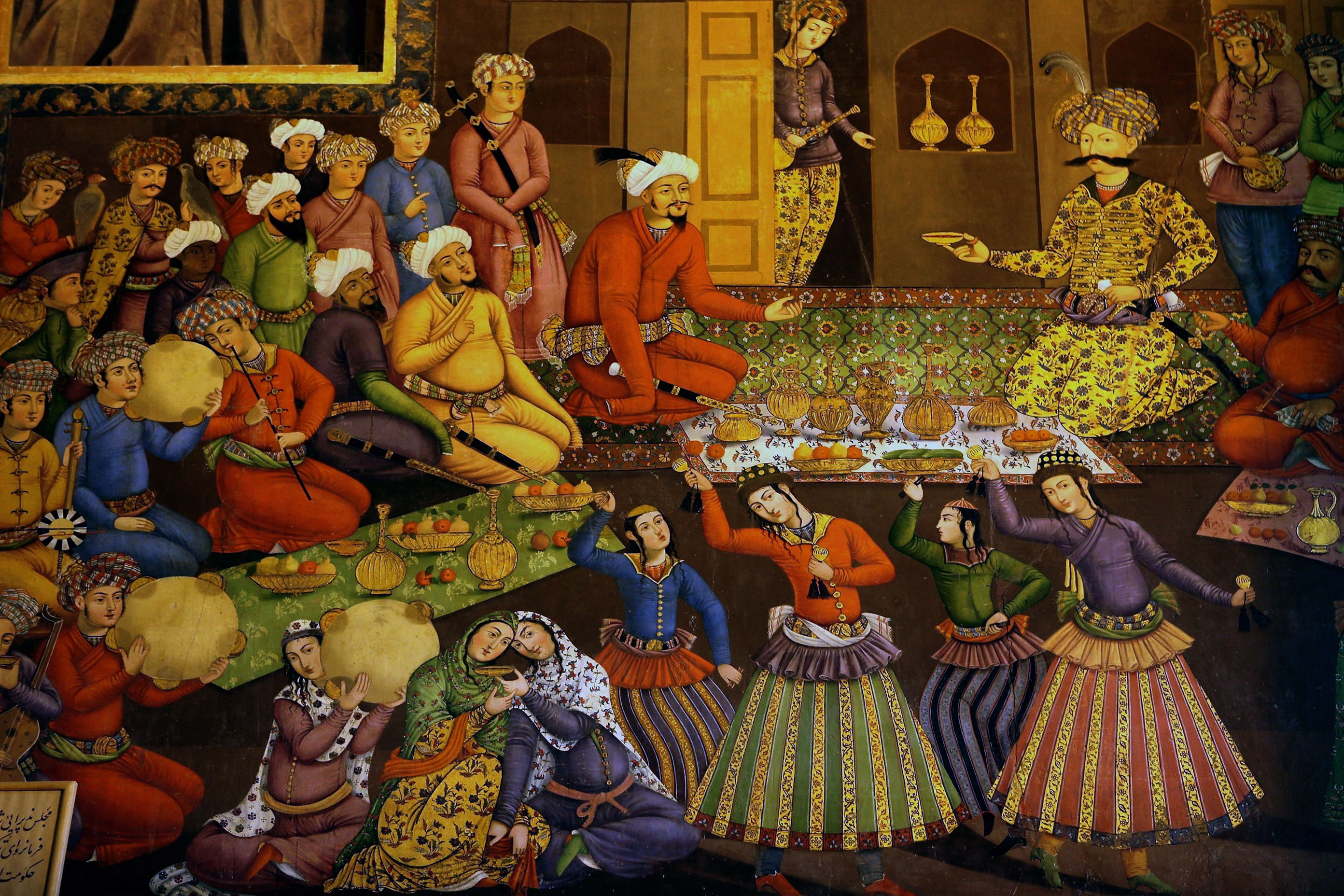
پذیرایی شاه عباس بزرگ از ولی‌محمد خان فرمانروای اشترخانی بخارا که پس از شورش برادرش امام‌قلی خان به ایران گریخت، در دروارنگاره‌ای در چهل‌ستون اصفهان.

جانیان یا اشترخانیان دودمانی ترک‌تبار بود که در قرن‌های ۱۷ و ۱۸ میلادی، مقارن با ۱۰۰۷ تا ۱۱۹۹ خورشیدی که بر مناطق بخارا و ماوراءالنهر حکومت می‌کردند. نسب این سلسله به جانی بیک، پسر یارمحمد می‌رسد. یارمحمد امیرزاده‌ای از خانات آستراخان و از اعقاب جوجی خان، پسر چنگیز خان، بود. مؤسس این خاندان شخصی به نام باقی محمد خان بود.
آنچه که مهم می‌باشد نقش این خانان در روشن سازی تاریخ آسیای میانه و اقتدار آنان در منطقه ماوراءالنهر در عصر صفوی است که برای نمونه می‌توان اشاره داشت به درگیری سپاه شاه عباس بزرگ با سپاه باقی محمدخان و عقب‌نشینی آنان از این منطقه و این خاندان سعی داشتند که با سپاه صفوی درگیر نشوند که ازجمله حمله ور شدن سپاه صفوی به شهر قندوز و عدم درگیری با سپاه صفوی در بازپس‌گیری شهر و بازگشت سپاه صفوی از این منطقه و آنچه مورخان اشاره دارند این است که خانان اشترخانی به‌خصوص باقی محمد خان سعی در رابطه دوستانه با دربار صفوی داشتند برای تحکیم قدرت حکومت خود در منطقه دست نیاز به سوی آنان داشت که مرگ به او امان نداد و جانشینی او برادرش ولی محمد خان بود که مردی لایق در نظام حکومتی نبود و در امر اداره حکومت سست بود و امارت بلخ را به شاه بیگ کوکتاش به‌طور کامل واگذار کرد. با لشکرکشی سپاه امام قلی خان برادر ولی محمد خان به امارت بخارا، ولی محمد خان به دربار صفوی پناهنده شد و با کمک سپاه صفوی توانست امارت بخارا را بازپس گیرد. وی با کشتاری که در بخارا راه انداخت منجر به سست شدن پایه‌های حکومت شد و در نهایت با شکست از سپاه امام قلی عمر حکومت او در سال ۱۰۲۰ در سمرقند پایان پذیرفت.
در ۱۰۰۷ ازبک‌های اشترخانی جای دودمان ابولخیریان را در حکومت شیبانیان را گرفتند. در ۱۱۵۳ نادرشاه بخارا را تصرف کرد و اشترخانیان تا سال ۱۱۶۰ خورشیدی که نادرشاه کشته شد، خراج‌گزار ایران بودند. در ۱۱۵۳ محمد رحیم، ابوالفیض خان اشترخانی را به قتل رساند و پایه‌گذار دودمان منغیت در بخارا شد.

## پیشینه
در حدود سال‌های ۹۶۲ قمری/۱۵۵۴ میلادی، با حمله روس‌ها به آستراخان و تصرف آن، یارمحمد به همراه پسرش، جان، به ماوراءالنهر گریخت. یارمحمد ابتدا به دربار پسر عموی خود حاجم خان، والی گرگانج، رفت اما به سبب رفتار نامهربانانه حاجم خان، به دربار اسکندر خان شیبانی (حکومت: ۹۶۸–۹۹۱) در بخارا پناه برد. اسکندر شیبانی به گرمی از ایشان استقبال کرد و دخترش، زهرا خانم، را به ازدواج جان درآورد. ثمره این پیوند، یک دختر و چهار پسر به نامهای دین محمد مشهور به یتیم سلطان، باقی محمد، ولی محمد و پاینده سلطان بود.
بعد از مرگ اسکندر شیبانی، پسر وی عبدالله خان (حکومت: ۹۹۱–۱۰۰۶) به حکومت رسید و به پاس خدمات و یاری جان و پسرانش به او در جنگ‌ها و اداره امور، حکومت نیشابور، تون، قاین، نسا و ابیورد را به دین محمد داد و برادرانش را نیز، برای کمک به وی، با او همراه کرد. با درگذشت عبداللّه خان در ۱۰۰۶، عبدالمؤمن خان به جای پدر خود نشست.
اختلاف میان عبدالمؤمن خان و دین محمد سبب شد تا به دستور عبدالمؤمن، جان را دستگیر کنند. به نوشته اسکندر بیگ منشی پسران جان از شاه عباس یکم (حکومت: ۹۹۶–۱۰۳۸) یاری خواستند. در این هنگام سپاهی از قزلباشان به سرکردگی یوسف بهادر قوش بیگی به هرات حمله کرد، اما کاری از پیش نبرد. عبدالمؤمن خان پس از شش ماه حکومت به قتل رسید. با مرگ او، قلمرو ازبکان دستخوش آشوب شد. در همین زمان شاه عباس به منظور بیرون راندن ازبکان از خراسان و تصرف هرات به آنجا لشکر کشید. امرای ازبک برای نجات هرات، دین محمد را به حکومت شهر گماردند. وی در نبردی که میان ازبکان و سپاه صفوی روی داد، کشته شد و هرات به تصرف شاه عباس درآمد. سرانجام درباریان بخارا برای سامان دادن به اوضاع، جان را به حکومت برگزیدند اما او نپذیرفت و پسر دیگرش، باقی محمد، به حکومت رسید.
باقی محمدخان در سال ۱۰۰۷، سلسله جانیان را در بخارا تأسیس نمود و برادر خود، ولی محمد، را به حکومت بلخ منسوب کرد. به نوشته کَنْبو هنگامی که باقی خان به حکومت رسید، نیای او، یارمحمد، که در قندهار بود، به دیدار وی رفت. باقی خان نیز به پاس احترام به جدش، مسند خانی را به وی داد و دو سال نیز خطبه به نام او خواند و سکه به نام او زد. با این حال مناسبات آنان تیره شد و باقی محمدخان دست او را از حکومت کوتاه کرد، سپس به انتقام خون برادرش، دین محمد، به قندوز تاخت و پس از گرفتن شهر و کشتار مردم، به بخارا بازگشت.

## روابط خارجی
در دوران حکومت جانیان، بخارا به عنوان مرکز حکومت، یکی از مراکز عمده اهل تسنن بود و نقش عمده‌ای در تعارض با ایران شیعی مذهب داشت، هر چند برخی از فرمانروایان جانیان با دربار صفوی روابط خوبی داشتند.
جانیان را همواره قبایل قزاق و خان‌های خیوه و پادشاهان گورکانی، که در پی پس گرفتن سرزمین اجدادی خود بودند، تهدید می‌کردند.

## فرهنگ
زبان ادبی در دوره حکومت جانیان فارسی بود و برخی از مورخان آن دوره همچون محمد یوسف منشی (نویسنده تذکرة مقیم خانی)، حافظ تَنیش (مؤلف شرفنامة شاهی)، و حافظ تانیش محمدامین بن میرزا زمان خان بخاری (نویسنده تاریخ ترکستان) آثار خود را به فارسی نوشته‌اند.

## فهرست فرمانروایان
- باقی محمد (۱۵۹۸–۱۶۰۵)، برادر کوچکتر دین محمد
- ولی محمد (۱۶۰۵–۱۶۱۱)، برادر کوچکتر دین محمد
- امامقلی (۱۶۱۱–۱۶۴۲)، پسر باقی محمد
- نادر محمد (۱۶۴۲–۱۶۴۵)، پسر باقی محمد
- عبدالعزیز (۱۶۴۵–۱۶۸۰)، پسر نادر محمد
- سبحان قلی (۱۶۸۰–۱۷۰۲)، پسر نادر محمد
- عبیدالله اول (۱۷۰۲–۱۷۱۱)، پسر سبحان قلی
- ابوالفیض خان (۱۷۱۱–۱۷۴۷)، پسر سبحان قلی
- عبدالمومن (۱۷۴۷–۱۷۵۱)، پسر ابوالفیض خان
- عبیدالله (۱۷۵۱–۱۷۵۳)، پسر ابوالفیض خان
- ابوالغازی (۱۷۵۳–۱۷۵۶ و ۱۷۵۸–۱۷۵۸)